# Walt Disney World Dolphin
Walt Disney World Dolphin is een hotel op het Walt Disney World terrein, maar is geen eigendom van de Walt Disney World Corporation. Het hotel is eigendom van de Tishman Hotel Corporation.

## Eetgelegenheden
- Cabana Bar and Beach Club - Zwembadbar
- The Fountain - IJS
- Picabu - Modern Amerikaans restaurant
- Splash Terrace - Zwembarbar
- Todd English's BlueZoo - Visrestaurant
- Shula - Modern restaurant met zowel vlees als visgerechten

## Foto's

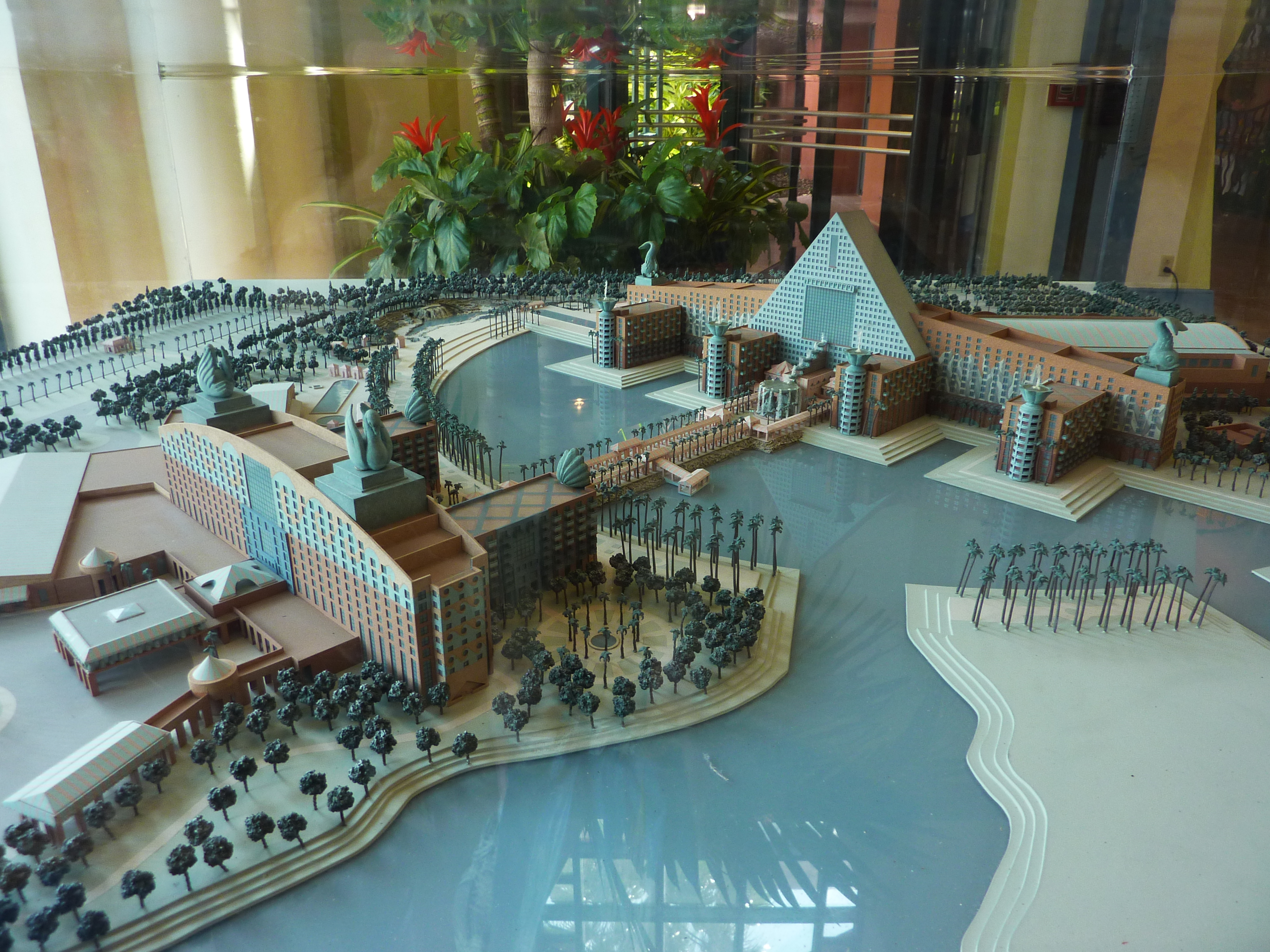
Swan & Dolphin Complex
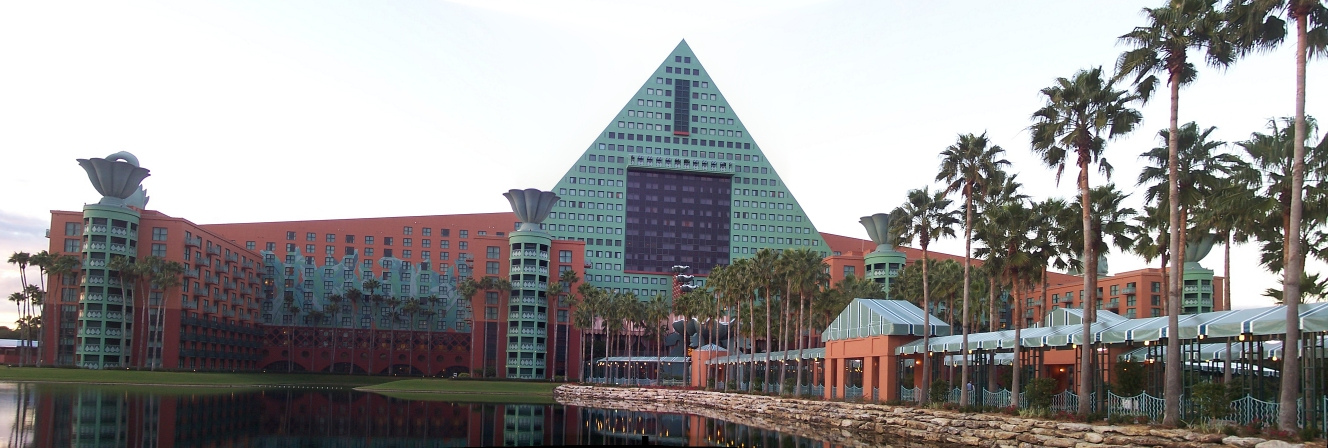
Dolphin hotel
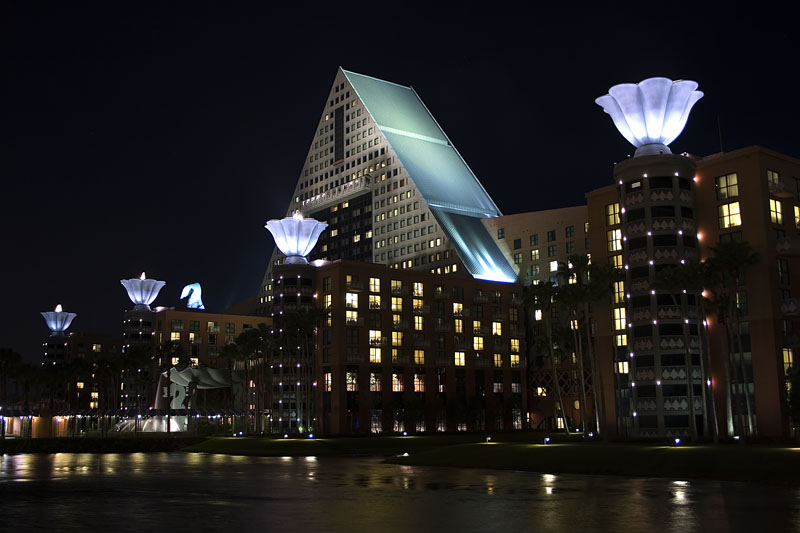
Dolphin hotel 's avonds